# Джиоев, Мурат Кузьмич
Мурат Кузьмич Джиоев (род. 1 октября 1955, с. Бузала Джавского района, Юго-Осетинская автономная область, Грузинская ССР, СССР) — государственный деятель и дипломат Южной Осетии.

## Биография

### Образование
- 1977 год — окончил исторический факультет Юго-Осетинского государственного педагогического института.
- 1977—1981 годы — обучался в аспирантуре Московского Государственного университета им. М. В. Ломоносова.
- С 1982 года — Кандидат исторических наук.
- С 1995 года — доцент.

### Карьера
С 1981 года по 1998 год — младший научный сотрудник, старший научный сотрудник, учёный секретарь Юго-Осетинского научно-исследовательского института им. З.Ванеты  (недоступная ссылка).
С 1990 года по 1993 год — депутат Верховного Совета Южной Осетии.
С 1993 года — преподает курсы исторических дисциплин в Юго-Осетинском государственном университете.
Автор свыше 20 научных трудов. Круг научных интересов — средневековая история народов Кавказа, история Осетии нового и новейшего времени.
С 1998 года по 2002 год — министр внешних связей Республики Южная Осетия.
В 2002—2012 и в 2016—2017 годах — министр иностранных дел Республики Южная Осетия.

## Семья
Женат, имеет двоих сыновей.

## Награды
- Орден Почёта (Южная Осетия, 29 декабря 2010 года) — за большой личный вклад в развитие дружественных отношений между народами, заслуги в деле становления и укрепления государственности Республики Южная Осетия и активную дипломатическую деятельность[3]
- Орден Дружбы (Южная Осетия, 1 октября 2015 года) — за заслуги перед государством, многолетний самоотверженный труд и большой вклад в укрепление международных позиций Республики Южная Осетия, а также в связи с 60-летием со дня рождения[4]
- Орден «Честь и слава» III степени (Абхазия, 15 июня 2006 года) — за большие заслуги в укреплении дружбы между народами Абхазии и Южной Осетией[5][6]
- Орден «За заслуги» II степени (Приднестровье, 7 июня 2006 года)[7]
- Орден Дружбы (ДНР, 2017 год)[8]
- Заслуженный работник дипломатической службы Республики Южная Осетия (8 июня 2017 года) — за большой вклад в реализацию внешнеполитического курса Республики Южная Осетия, многолетнюю добросовестную работу и проявленный профессионализм[9]
- Заслуженный сотрудник дипломатической службы Приднестровской Молдавской Республики (15 июня 2009 года) — за личный вклад в развитие дружбы и сотрудничества между Республикой Южная Осетия и Приднестровской Молдавской Республикой, активные усилия по защите интересов Республики Южная Осетия и Приднестровской Молдавской Республики на международной арене дипломатическими средствами[10]